# Iván Duque
Pour les articles homonymes, voir Duque.
Iván Duque Márquez, né le 1er août 1976 à Bogota, est un homme d'État colombien. 
Membre du parti de droite radicale Centre démocratique et proche d'Álvaro Uribe, il est président de la République du 7 août 2018 au 7 août 2022.

## Situation personnelle

### Origines
Son père, Iván Duque Escobar, est ministre des Mines sous la présidence de Belisario Betancur, puis gouverneur de l'Antioquia. Sa mère, Juliana Márquez Tono, est politologue.

### Formation
En plus d’être diplômé de l’université Sergio Arboleda de Bogotá, il est titulaire d'un LL.M., obtenu à l'American University, et d'un master en gestion publique de l'université de Georgetown.

### Carrière professionnelle
Il est juriste de profession et a travaillé à la Banque interaméricaine de développement et à l'Organisation des Nations unies.

## Parcours politique

### Sénateur et soutien d'Álvaro Uribe
Membre du Centre démocratique et proche de l'ex-président Álvaro Uribe, il est sénateur de 2014 à 2018. Il fait notamment voter une loi sur la liberté d'entreprise et l'économie de l'innovation.

### Élection présidentielle de 2018
Le 11 mars 2018, il remporte la primaire de droite (Grande consultation pour la Colombie) en vue de l'élection présidentielle colombienne de 2018, obtenant 67,8 % face à Marta Lucía Ramírez et Alejandro Ordonez. Il prend comme colistière Marta Lucía Ramírez.
Pendant la campagne présidentielle, il reçoit l'appui explicite des milieux d'affaires colombiens. Il est également soutenu par les anciens présidents Álvaro Uribe, Andrés Pastrana et César Gaviria. Après être arrivé en tête du premier tour, il est élu au second, le 17 juin, avec 54,0 % des voix contre 41,8 % pour le candidat de gauche, Gustavo Petro.
Son élection est entachée à partir de 2020 par le scandale de la « Ñeñepolitique » - du nom d'un riche éleveur et narcotrafiquant tué au Brésil en mai 2019-, concernant un achat présumé de votes et de dessous de table en faveur de la campagne du président élu en juin 2018.

### Président de la République
Iván Duque est investi président de la République le 7 août 2018. L'ancien président Álvaro Uribe, considéré comme son mentor, exerce de l'avis des observateurs une grande influence sur son gouvernement.

#### Opposition aux processus de paix avec les guérillas
Opposé à l'accord de paix signé en 2016 avec la guérilla des FARC, il affirme toutefois lors de son élection ne pas avoir l'intention de le « réduire en miettes ». Au pouvoir, il s'efforce d'éliminer certains points de l'accord. Son gouvernement cherche ainsi à affaiblir la Juridiction spéciale pour la paix et diminue de 30 % le budget de la Commission de la vérité et de l’Unité de recherche des personnes disparues. Le gouvernement promeut également des généraux impliqués dans des exécutions extrajudiciaires, nomme des personnalités polémiques à des postes-clé et stoppe les négociations avec l’autre guérilla de l’Armée de libération nationale (ELN). Enfin, il refuse de faire appliquer le premier chapitre de l’accord de paix : consacré à la question agraire, il prévoyait la distribution de trois millions d’hectares aux paysans.

#### Questions sécuritaires
L'insécurité en Colombie a augmenté pendant la présidence d'Iván Duque. En quatre ans, il y a eu plus de 260 massacres qui ont fait plus de 1 100 morts. D'autre part, la violence contre les leaders sociaux dans les territoires ruraux a considérablement augmenté. Au 4 juin 2022, 930 leaders sociaux avaient été tués. En outre, 245 anciens combattants des FARC qui avaient signé les accords de paix ont été tués sous l'administration Duque. La production de cocaïne atteint un niveau record de plus de 1 700 tonnes en 2022. Cela fait de la Colombie le premier producteur mondial de cette drogue, selon l'ONU. Son mandat conduit aussi à une accélération de la déforestation.

#### Politique économique et mouvements sociaux
Par son plan national de développement 2018-2022, le gouvernement colombien prévoit de relancer les marchés de l’or et du cuivre dans le pays. En outre, 161 nouveaux sites de forage pétrolier sont programmés pour 2022, soit quatre fois plus que les 46 existants en 2018. La fracturation hydraulique (fracking) est en cours de légalisation en 2019. Ce plan est largement décrié par les écologistes, qui le jugent dangereux pour l'environnement et le climat (au profit des énergies fossiles, très émissives de gaz à effet de serre), et offrant des ressources non renouvelables du pays des multinationales étrangères (la part des bénéfices de l’extraction versée à l’État a chuté au taux de 0,4 % pour l’or et l’argent, et 3,27 % pour les mines de charbon à ciel ouvert). Ce plan menace en outre des communautés indigènes, dont les territoires et ressources sont à nouveau menacés (mi-2019 la route Panaméricaine est bloquée pendant plusieurs semaines par la mobilisation de milliers d'indigènes dans le département du Cauca).
Le 21 novembre 2019, dans un contexte d’autres mouvements de protestations en Amérique du Sud, un important mouvement social commence en Colombie. Les manifestants critiquent le souhait du gouvernement de flexibiliser le marché du travail, de réduire le fonds public des retraites en faveur d'entités privées et de reculer l'âge de la retraite. Les syndicats protestent aussi contre la réforme fiscale visant à réduire les impôts payés par les entreprises et contre le projet de privatisation d’entreprises publiques comme la compagnie pétrolière Ecopetrol et la compagnie électrique Cenit. L’armée est déployée dans les principales villes du pays et un couvre-feu est instauré. Le taux d'impopularité d’Iván Duque atteint alors près de 70 %.
Iván Duque est de nouveau confronté à des manifestations à partir du 28 avril 2021, en protestation contre une réforme fiscale du gouvernement. La répression qui en découle donne lieu à une soixantaine de morts et plusieurs milliers de blessés.

#### Politique étrangère
Très proche de l’administration Trump aux États-Unis, il soutient les projets de celle-ci en Colombie et en Amérique latine et reçoit en retour un soutien politique indéfectible et des milliards de dollars d'aide économique et militaire. 
Il poursuit la guerre contre la drogue telle que définie par le gouvernement américain et soutient les efforts de l'administration Trump pour un changement de régime au Venezuela en soutenant les tentatives de coup d'État dans ce pays et en autorisant des groupes armés vénézuéliens à s'entraîner en Colombie. Il qualifie le gouvernement vénézuélien de Nicolás Maduro de "dictatorial" et déclare ne pas exclure une intervention armée contre le Venezuela, tout en reconnaissant l'opposant Juan Guaidó comme président de ce pays. 
Son gouvernement salue la destitution du président bolivien Evo Morales lors de la crise bolivienne de 2019 et soutient le candidat de droite Guillermo Lasso lors des élections équatoriennes de 2021, accusant le candidat de gauche Andrés Arauz d’être financé par la guérilla colombienne de l'ELN.
Il conserve de très bons rapports avec les États-Unis après l'élection de Joe Biden à la présidence américaine en 2020, bien que son parti, le Centre démocratique, avait soutenu Donald Trump lors du scrutin présidentiel. L’administration Biden a manifesté des signes de préférence pour les candidats de droite lors de l'élection présidentielle colombienne de 2022. Des diplomates américains de haut rang ont évoqué dans la presse une supposée ingérence russe, cubaine et vénézuélienne dans les élections en faveur du candidat de gauche Gustavo Petro, tandis que les responsables américains ont évité de rencontrer Petro avant l'élection tout en rencontrant d'autres candidats.

#### Opposition à la légalisation de l'avortement
Il se déclare opposé au droit à l'avortement : « Je suis une personne pro-vie, je crois en la vie dès la conception », explique t-il en 2020. L’avortement est cependant dépénalisé sur décision de la Cour suprême le 21 février 2022. 

#### Fin de mandat
Iván Duque utilise dans les mois précédant la fin de son mandat sa proximité avec le gouvernement américain pour obtenir un poste qui le projetterait à l'échelle internationale après sa retraite politique. Il convoiterait la présidence du Haut Commissariat des Nations unies pour les réfugiés ou de la Banque interaméricaine de développement selon la presse colombienne.
Il quitte ses fonctions présidentielles le 7 août 2022, remplacé par Gustavo Petro, premier président de gauche de l'histoire contemporaine de la Colombie. Le président sortant achève son mandat avec un taux d'approbation de 27 %. Deux jours après la fin de sa présidence, il est nommé "membre distingué" de l'influent Woodrow Wilson Center de Washington, un think tank financé par le gouvernement américain, pour un salaire mensuel de 10 000 dollars.

## Affaire judiciaire
En 2017, Iván Duque est accusé d’avoir des liens avec la multinationale brésilienne Odebrecht. Les enquêtes relatives à l'affaire Odebrecht auraient confirmé que Duque a eu une rencontre avec l'homme d'affaires controversé Duda Mendonça et Óscar Iván Zuluaga (ancien ministre de l'Économie et ex-candidat à la présidence de la République), qui fait l'objet de poursuites judiciaires. L'affaire fait l'objet d'une enquête de la part du système judiciaire colombien et de la justice brésilienne.